# وسط مسامي

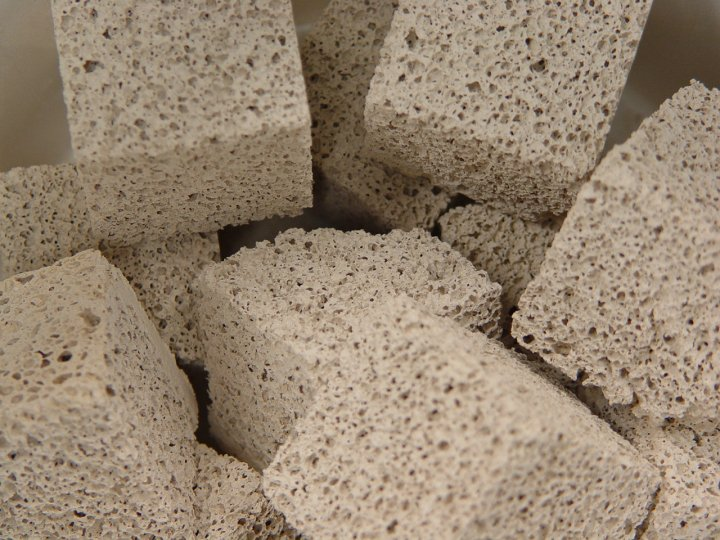
سيراميك مفتوح الخلية

الوسيط المسامي أو المادة المسامية هي مادة تحتوي على مسام (فراغات). مملوءة بمائع (غاز أو سائل) بشكل جزئي أو كلي وغالبا ما يطلق على الجزء الصلب المادة «المصفوفة»  أو «الهيكل» .
هنالك نوع من الأوساط المسامية ذات هيكل مرن (deformable)  يطلق عليها اسم المواد الرغوية (foam) وتتشابه هذه المواد مع المواد ذات الهيكل الجامد (rigid) بتعريف الخصائص مثل المسامية والنفاذية وغيرها من المفاهيم المتعلقة بمثل هذا النوع من المواد.
يمكن التمييز بين الأوساط المسامية من خلال خصائصها الميكانيكية مثل المسامية (porosity) النفاذية (permeability)، صلابتها (strength) وغيرها من الخصائص الأخرى. عموماً، تعد المسامية والنفاذية من الخصائص الأبرز في تصنيف الأوساط المسامية.
يمكن اعتبار العديد من المواد الطبيعية مثل الصخور والتربة (مثل طبقات المياه الجوفية وخزانات البترول) والزيوليت والأنسجة البيولوجية (مثل العظام والخشب والفلين) والمواد التي من صنع الإنسان مثل الإسمنت والسيراميك أوساط مسامية.
يستخدم مفهوم الوسائط المسامية في العديد من مجالات العلوم والهندسة التطبيقية: الترشيح، الميكانيكا (الصوتيات، الميكانيكا الجيولوجية، ميكانيكا التربة، ميكانيكا الصخور)، الهندسة (هندسة البترول، المعالجة البيولوجية، هندسة البناء)، علوم الأرض (الجيولوجيا المائية، جيولوجيا النفط، الجيوفيزياء))، البيولوجيا والفيزياء الحيوية، علوم المواد.

## تدفق السوائل من خلال وسائل الإعلام التي يسهل اختراقها
يُعد تدفق السوائل عبر الوسائط المسامية موضع اهتمام مشترك، وقد ظهر مجالًا منفصلاً للدراسة. تسمى دراسة السلوك العام للوسائط المسامية التي تنطوي على تشوه الإطار الصلب، الميكانيكا المسامية.
نظرية التدفق المسامي لها تطبيقات في تقنيات الطباعة النافثة للحبر  والتخلص من النفايات النووية  ، من بين أمور أخرى.
يتسبب احتكاك السائل مع جدران الهيكل الخاص بالوسط المسامي إلى إبطائه (تقليل سرعته) مما يؤدي في حال احتواء المائع على جزيئات معلقة على احتجاز هذه الجسيمات داخل الفراغات. تسمى هذه العملية بالترشيح (filtering) وتسمى الأوساط المسامية المستخدم لهذا الغرض بالمرشحات (filters). بالإضافة إلى ما سبق، قد يعلق كمية من السائل في المسامات أثناء عملية الترشيح

## نماذج هيكل المسام
هناك العديد من النماذج المثالية للهياكل المسام. يمكن تقسيمها إلى ثلاث فئات:
- الألياف (fiber) أو شبكات الشعيرات الدموية
- مصفوفة من جسيمات صلبة (مثل الكرات الصلبة أو، حزمة قريبة عشوائية من المجالات)
- مصفوفة من خلايا مفتوحة على بعضها البعض (open cell)

من الامثلة على النوع الأول الصوف الصخري والكبد ومن الأمثلة على النوع الثاني إسفنجة التنظيف ومن الأمثلة على النوع الثالث الفلاتر الحجرية المستخدمة في تنقية الماء من الشوائب.
في كثير من الأحيان مواد مسامية ل كسورية بنية تشبه، وجود مساحة المسام يبدو أن تنمو إلى أجل غير مسمى عندما ينظر إليها مع تزايد تدريجيا القرار. رياضيا، وهذا ما وصفه تعيين سطح المسام والبعد هاوسدورف أكبر من 2. وتشمل الطرق التجريبية للتحقيق في الهياكل المسام المجهري متحد البؤر  والتصوير المقطعي بالأشعة السينية.

## قوانين المواد التي يسهل اختراقها
واحد من قوانين المواد التي يسهل اختراقها هو قانون موراي المعمم. يعتمد قانون موراي المعمم على تحسين نقل الكتلة عن طريق تقليل مقاومة النقل في المسام مع حجم معين، ويمكن أن ينطبق على النقل الأمثل للكتلة التي تنطوي على اختلافات الكتلة والتفاعلات الكيميائية التي تنطوي على بروسيسيس التدفق، جزيء أو أيون نشر.
لتوصيل ماسورة أصل ذات نصف قطر r 0 بالعديد من مواسير الأطفال بنصف قطر r i ، فإن صيغة قانون موراي المعمم هي: {\displaystyle r_{o}^{a}={1 \over 1-X}\sum _{i=1}^{N}r_{i}^{a}} ، حيث X هي نسبة تباين الكتلة أثناء النقل الشامل في المسام الأصل، يعتمد الأس α على نوع النقل. لتدفق الصفحي α = 3 ؛ لتدفق المضطرب α = 7/3 ؛ للجزيء أو الأيونية نشر α = 2 ؛ إلخ
قانون دارسي
يعد قانون دارسي أو معادلة دارسي من أهم المعادلات التي تفسر تدفق الموائع في الأوساط المسامية  وقد صاغ هنري دارسي القانون استنادا إلى نتائج التجارب على تدفق المياه من خلال وسط من الرمال. وهو يشكل أيضا الأساس العلمي لنفاذية السوائل المستخدمة في علوم الأرض، لا سيما في الهيدروجيولوجي. 
لاحظ دارسي من خلال تجاربه أن العلاقة بين مقدار تدفق مائع في وسط مسامي يعتمد بشكل طردي على سماحية الوسط ومساحة مقطع التدفق وفرق الضغط بين طرفي الوسط المسامي في حين يعتمد عكسياً على مقدار لزوجة المائع والمسافة المقطوعة داخل الوسط المسامي (مسار المائع في الوسط). يمكن التعبير عن قانون دارسي رياضيا على النحو التالي:
{\displaystyle Q=-{\frac {kA\left(p_{\mathrm {b} }-p_{\mathrm {a} }\right)}{\mu L}}\,.}
حيث أن:
- Q التدفق مقاس بوحدة متر مكعب لكل ثانية.
- k سماحية الوسط المسامي مقاسة بوحدة المتر المربع
- A مساحة مقطع التدفق مقاسة بوحدة  المتر المربع
- pb – pa الفرق في الضغط بين طرفي الوسط المسامي مقاس بوحدة باسكال
- µ لزوجة المائع مقاسة بوحدة باسكال * ثانية
- L طول مسار التدفق مقاس بوحدة المتر